# Quai Malaquais
Der Quai Malaquais ist eine Straße am linken Seineufer im 6. Arrondissement von Paris.

## Lage
Der Quai ist 330 Meter lang und liegt zwischen den Quais Voltaire und Conti. Auf der Höhe der Hausnummer 17 (Quai Voltaire), kurz hinter der Pont du Carrousel und am Ende der Rue des Saints-Pères zweigt der Quai ab und führt bis zur Quai de Conti und zur Rue de Seine.
Zwischen der Straße und der Kaimauer gibt es einen Radweg, der in einer Allee mit dem Namen Place Justin Godart verläuft. Auf der Kaimauer befinden sich die Auslagen der Bouquinistes.

## Namensursprung
Louis Batiffol (1932) berichtet, dass die Königin Marguerite de Valois, bekannter als die Reine Margot, in ihrem Landgeschäft in Pré-aux-Clercs, das zur Universität gehörte, „Kredite aufnahm, um ihre Anschaffungen, Tauschgeschäfte und ihren Handel unter allen Bedingungen zu finanzieren, von denen viele daher mal acquis (de: schlecht abgesichert) waren.“ Daraus soll dann der Name Malacquets für das Anwesen an der Seine entstanden sein. Diese Aussage ist recht fantasievoll; der eigentliche Ursprung ist aber wohl in der Tatsache zu finden, dass es an dieser Stelle für die Schiffe schwierig war, am Quai anzulegen (fr: mal à quai).

## Geschichte

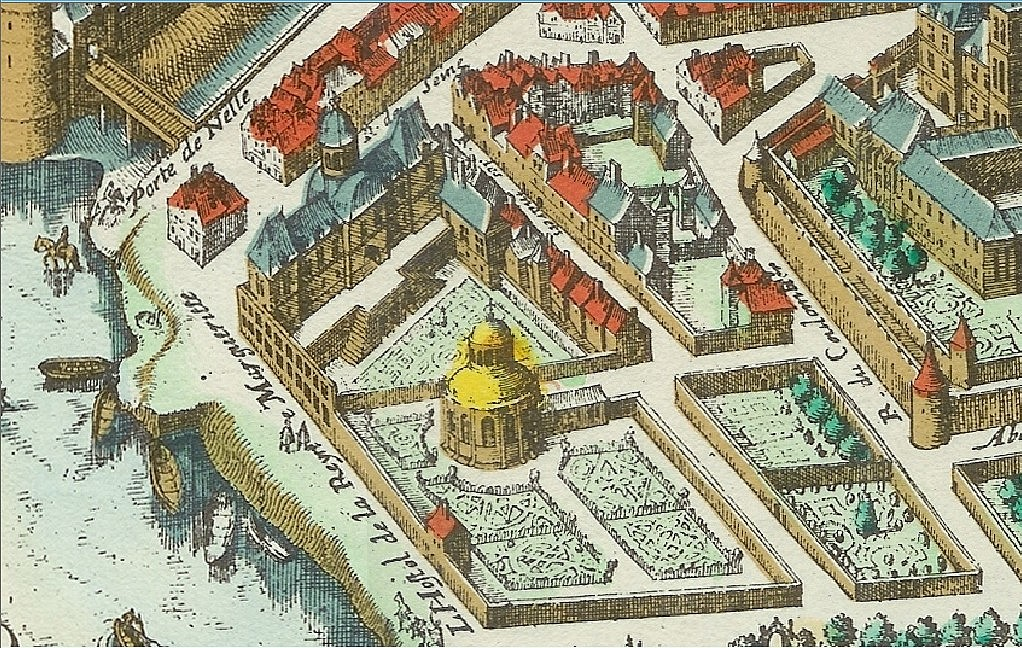
Plan von Mérian (um 1615).
Hôtel de la reine Marguerite an der Seine

Vor dem Bau dieses Kais wurde das Ufer der Seine an dieser Stelle „Port de Malaquest“ oder „Heurt du port aux Passeurs“ und ein Teil des Ufers „Écorcherie“ (de: Abdeckerei) oder „la Sablonnière“ (de: Sandgrube) genannt.
Titel aus den Archiven der Abtei Saint-Germain-des-Prés weisen auf mehrere im Jahr 1540 abgeschlossene Landpachtverträge für Bauten entlang des Flusses hin.
Diese Verbindung wurde damals „Quai de la Reine Marguerite“ genannt, da sich das Stadthaus dieser Prinzessin, der première femme von Heinrich IV., an der Ecke der Rue de Seine befand. Der Kai erhielt dann seinen ersten Namen und wurde unter Ludwig XIV. per Ratsbeschluss vom 1. Juli 1669 gepflastert.
Der Bau eines Kais begann um 1552 mit dem Bau eines Hochwasserschutzes im Rahmen der Errichtung des Wohngebiets Îlot de la Butte, das die Siedlung Petit Séjour de Nesle, die von Duc de Berry auf der anderen Seite (gegenüber dem Tour de Nesle) ersetzte.
Ursprünglich erstreckte sich der Quai Malaquais bis zum Pont Royal und umfasste den heutigen Quai Voltaire.
Die Könige verfügten, dass gegenüber dem Palais du Louvre, also außerhalb der Stadt, nichts gebaut werden dürfe, um die Aussicht von der königlichen Residenz aus zu schützen. Auch das Gelände von Pré-aux-Clercs blieb lange Zeit unbebaut. Als Königin Marguerite de Valois 1605 nach Paris zurückkehrte, lebte sie im Hôtel de Sens im Marais. Als sie erleben musste, wie ihr Geliebter, Gabriel Dat de Saint-Julien, dort ermordet wurde, beschließt sie, die Nachbarschaft zu wechseln und kauft das gesamte Land zwischen der Stadtmauer und der Straße – der zukünftigen Rue de Bellechasse. Heinrich IV., ihr Königsgemahl, lässt es geschehen.
Sie ließ zwischen 1606 und 1615 vom Architekten Jean Autissier gegenüber dem Louvre zwischen der Rue de Seine und der Rue des Saints-Pères ein Stadthaus errichten. Um die Schulden von Königin Margot nach ihrem Tod zu begleichen, wurde das Gebäude am 22. März 1622 an eine Gruppe von fünf Finanziers verkauft.
Zwischen 1622 und 1624 wurde das Gebäude in die Rue de Seine und dem Chemin de la Petite-Seine bzw. Rue des Petits-Augustins unterteilt, da die Königin dort, heute Rue Bonaparte, das Kloster der Petits-Augustins errichtet hatte. In diesem Teil des Hauses der Reine Marguerite befand sich der Nordflügel (heute Hausnummer 1), der in der Kaufurkunde von 1625 als „die drei Pavillons an der Ecke von Port Malaquest“ beschrieben wurde. Dieser Teil muss ab 1622 Jacques de Vassan gehört haben, einem Mitglied der Gruppe der Finanziers.
Am Anfang des Quai Malaquais, Place Mahmoud-Darwich, steht eine Allegorie der Republik, eine Statue von Jean-François Soitoux. Sie ist die erste offizielle Darstellung der République française im Auftrag der Regierung der Zweiten Republik nach einem am 18. März 1848 gestarteten Wettbewerb und wurde am 24. Februar 1880 vor dem Institut de France (ehemals Collège des Quatre-Nations) aufgestellt. Nachdem sie auf Kosten der Stadt Paris restauriert worden war, wurde sie am Quai Malaquais von Jacques Chirac, Bürgermeister von Paris, am 23. September 1992 anlässlich des 200. Jahrestages der Gründung der Republik enthüllt.
Die École nationale supérieure des beaux-arts hat hier zwei Eingänge:
- Nr. 11–13: Hier residierte von 1795 bis 1815 der Polizeiminister Joseph Fouché. (abgebaut ab 1820).
- Nr. 17: Hôtel de Chimay

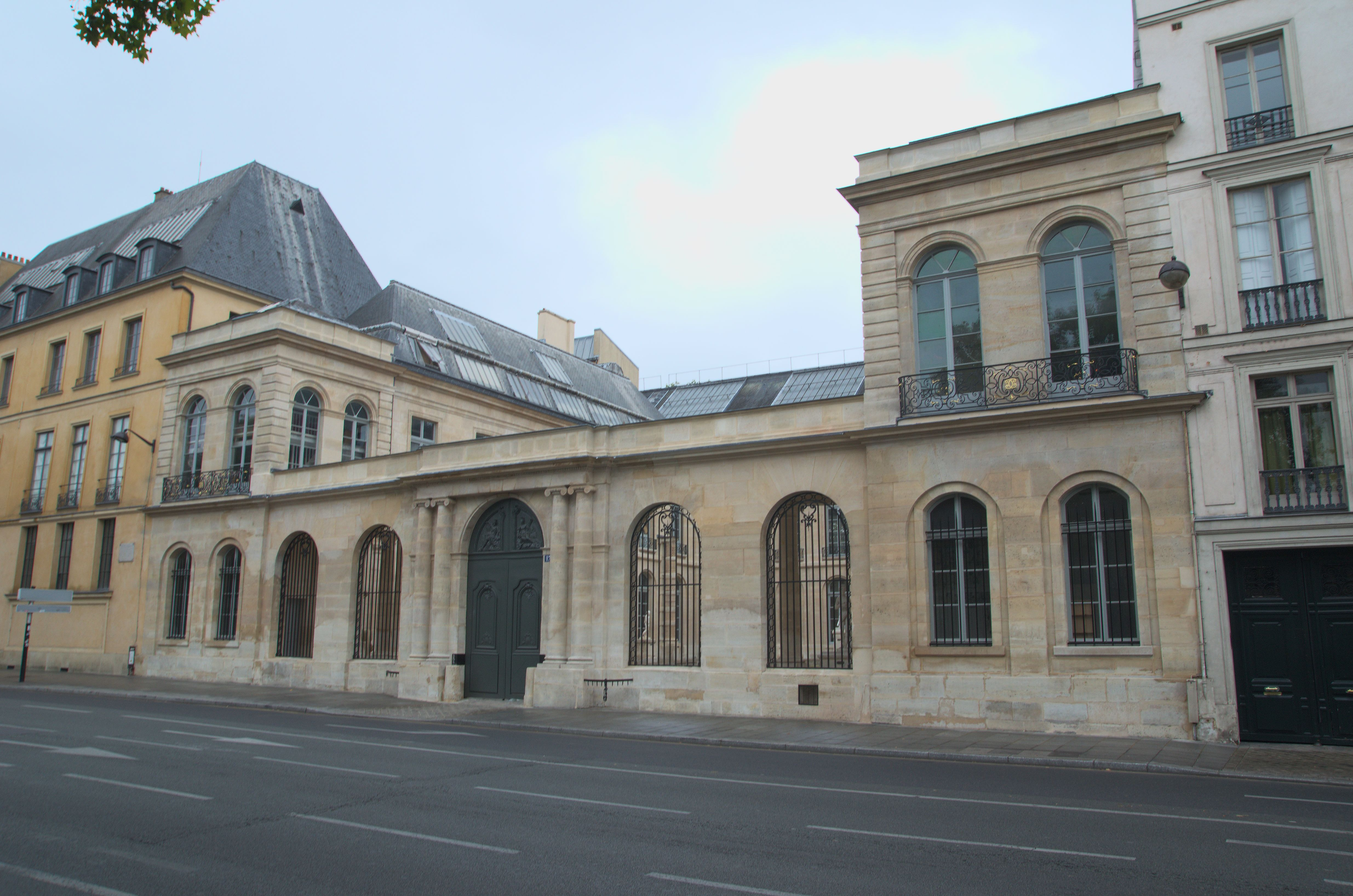
Eingang der École des beaux-arts (Hôtel de Chimay)
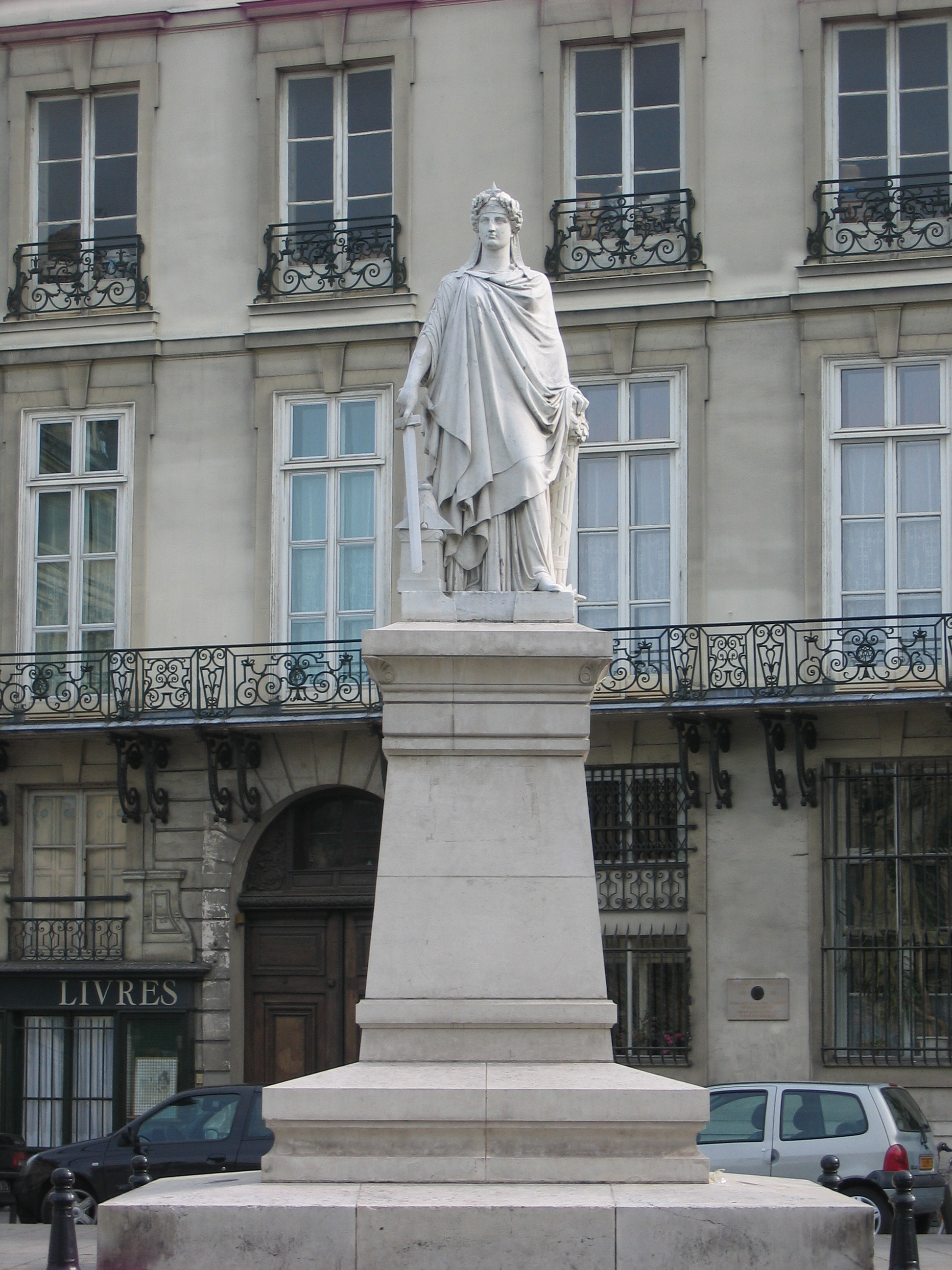
La République von Soitoux
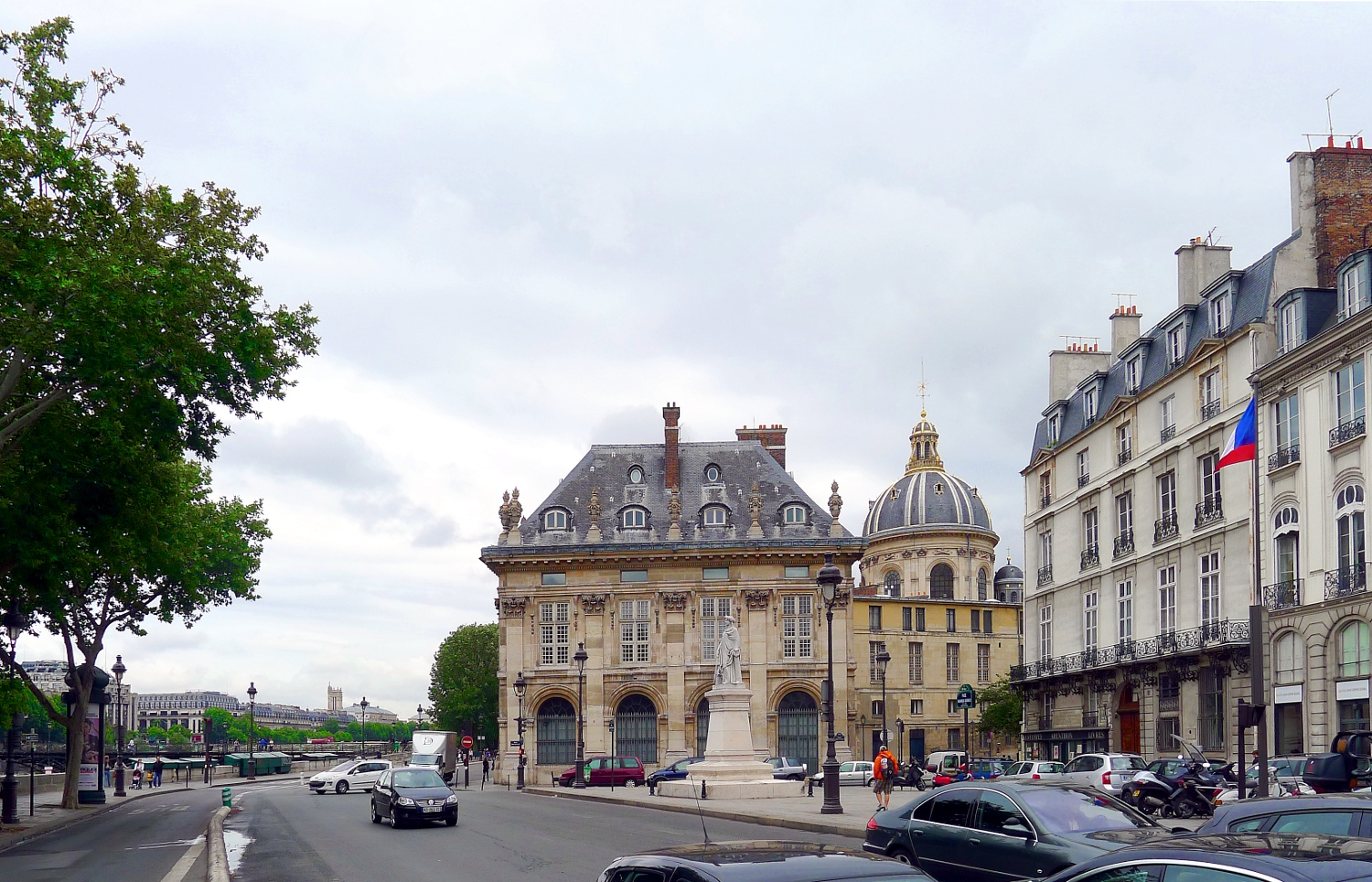
Der Quai, im Hintergrund das Institut
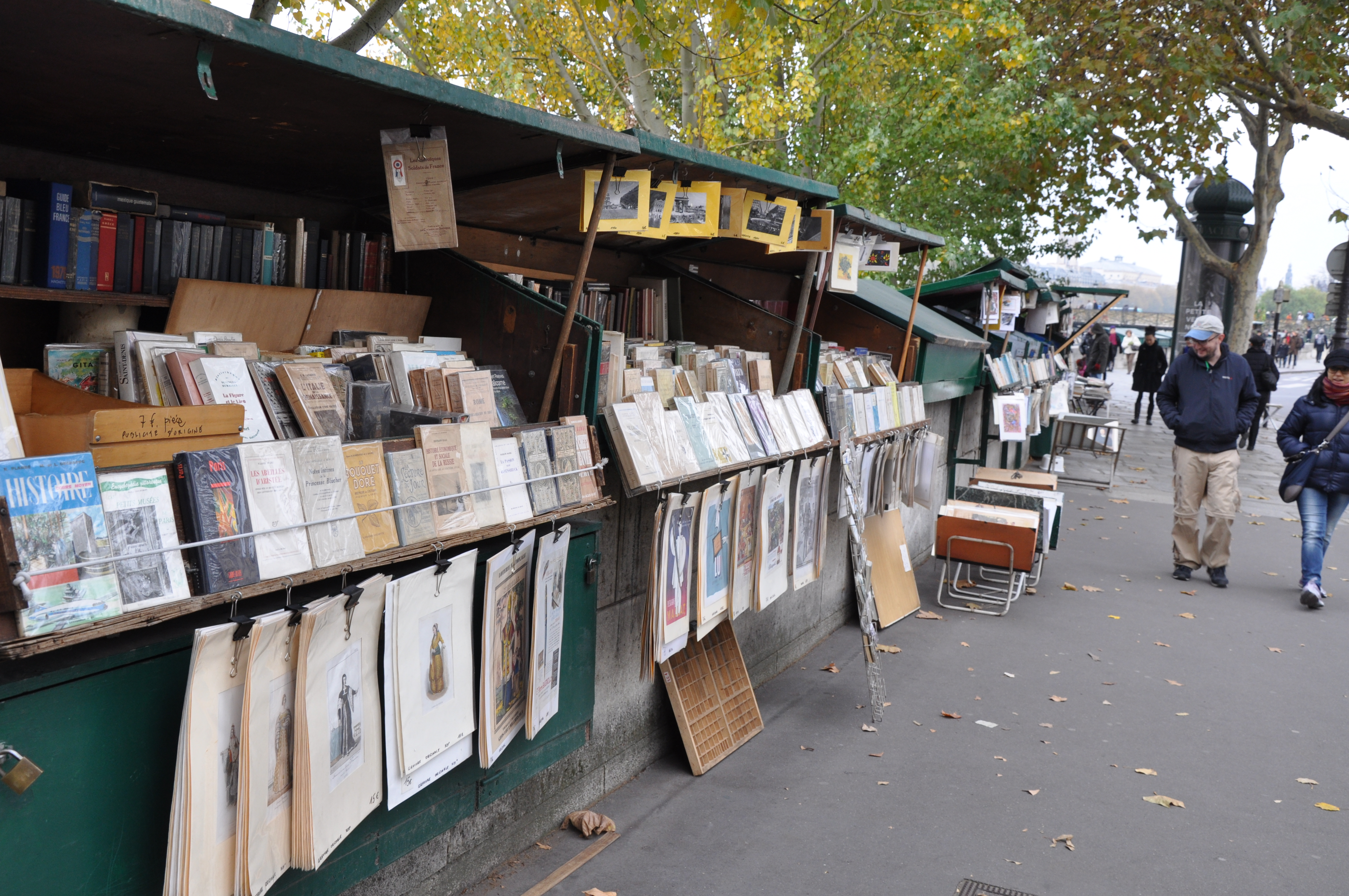
Bouquinistes am Quai Malaquais

## Sehenswürdigkeiten
- Nr. 3: Hôtel Dorat, erbaut in der zweiten Hälfte des 17. Jahrhunderts für Claude-Joseph Dorat. Zwischen 1744 und 1747 wohnte der Maréchal de Saxe hier. 1809 starb der Maler Joseph-Marie Vien in diesem Haus.[6] Hier lebte von 1804 bis 1824 Alexander von Humboldt, Naturforscher, Entdecker, Humanist, Mitglied des Instituts.[7] Um 1841 lebte dort auch der Kupferstecher Ephraïm Conquy. Im obersten Stockwerk hatte der Kupferstecher Albert Decaris (Präsident der Académie des Beaux-Arts (1960)) seine Werkstatt.
- Nr. 5: Hôtel de Châteauneuf[8] Galerie Anne-Sophie Duval, auf Art-Déco-Werke spezialisierte Boutique, gegründet 1972 von Anne-Sophie Duval, Tochter des Schauspielers Jacques-Henri Duval.
- Nr. 11–13: Dieses Gebäude befindet sich auf dem ehemaligen großen Pré-aux-Clercs. Das Gelände gehörte der Abtei Saint-Germain-des-Prés. Universitätsstudenten haben das Recht, dort ihren Unfug zu treiben. Derzeit befindet sich dort das Gebäude die École des Beaux-Arts, das zwischen 1858 und 1862 von Félix Duban erbaut wurde.
- Nr. 15: Der Schriftsteller Anatole France (geboren 1844 in der Hausnummer 19) wuchs von 1844 bis 1853 in diesem Haus auf, woran eine an der Fassade angebrachte Gedenktafel erinnert. Honoré Champion gründete dort 1873 seine Buchhandlung, sein Sohn Pierre wurde dort 1880 geboren.

- Nr. 17: Hôtel de Chimay, Teil der École nationale supérieure des beaux-arts de Paris. An dieser Stelle befand sich zunächst das von François Mansart für Macé-Bertrand de La Bazinière erbaute Palais La Bazinière. Im Jahr 1658 wurde hier Königin Christina von Schweden empfangen.

- Ihr Sohn Macé II. de La Bazinière kam als Freund von Nicolas Fouquet in La Bastille. Nach seiner Freilassung verkaufte er das Anwesen 1681 an Godefroy de La Tour d’Auvergne und Maria Anna Mancini, Herzogin von Bouillon. Das Gebäude wurde 1740–1756 von François Debias-Aubry für den Herzog von Bouillon umgebaut. Während der Revolution war es beschlagnahmt. 1808 hat Napoleon es Stéphanie Tascher de La Pagerie, Kusine von Kaiserin Joséphine übergeben. Der Verkauf an die Familie de Chimay erfolgte schließlich 1852.[9]
- Nr. 19: Eine Tafel zeigt an, dass hier von 1832 bis 1836 George Sand wohnte und den Roman Lélia schrieb. Am 16. April 1844 wurde hier Anatole France geboren; er wuchs jedoch im Haus Nr. 15 auf, denn sein Vater zog im gleichen Jahr um.